# 조반니 도메니코 카시니
조반니 도메니코 카시니(이탈리아어: Giovanni Domenico Cassini, 1625년 6월 8일 ~ 1712년 9월 14일)는 프랑스의 천문학자이다. 이탈리아에서 태어났으나 후에 프랑스로 귀화하였다. 프랑스식 이름인 장도미니크 카시니(프랑스어: Jean-Dominique Cassini)로도 알려져 있다. 그가 살던 시기는 천문학이 아직 점성술과 분리되지 않던 때였고 카시니 역시 점성술과 천문학을 둘 다 수행하였다. 카시니는 이 외에도 수학, 공학, 지도의 제작 등에 업적을 남겼다.
카시니의 고향 페르날도는 임페리아 근처에 있는 지방으로 그가 태어날 당시 사보이아 공국의 일부였던 니차 백국의 영지였다. 카시니는 토성의 고리 사이에 있는 간극을 발견하였다. 이 간극은 훗날 카시니 간극으로 불리게 된다. 1669년 루이 14세의 초청으로 파리 천문대 초대 소장이 되었다. 그는 여기서 목성에 있는 갈릴레오 위성의 식 현상을 이용하여 지구의 경도를 산정하고 이를 바탕으로 프랑스 지도의 제작을 시작하였다. 이 지도 제작 작업은 그의 자손들 대에 이르기까지 계속되었다. 카시니는 과학적인 달의 지도를 최초로 제작한 사람이기도 하다. 카시니는 목성과 화성의 자전 주기를 측정하였고, 달의 자전에 관한 카시니 법칙을 세웠다. 또한 화성과 태양의 거리를 재는 등 많은 업적을 남겼다. 아들인 자크 카시니, 손자인 세사르 프랑수아 카시니, 증손자인 장도미니크 카시니도 천문학자이다.
1997년 그의 이름을 딴 토성 탐사선인 카시니 우주 탐사선이 발사되었다. 이 탐사선은 토성으로 향한 네번째 탐사선이었고 최초로 토성 궤도를 공전하였다.

## 생애

### 이탈리아 시기

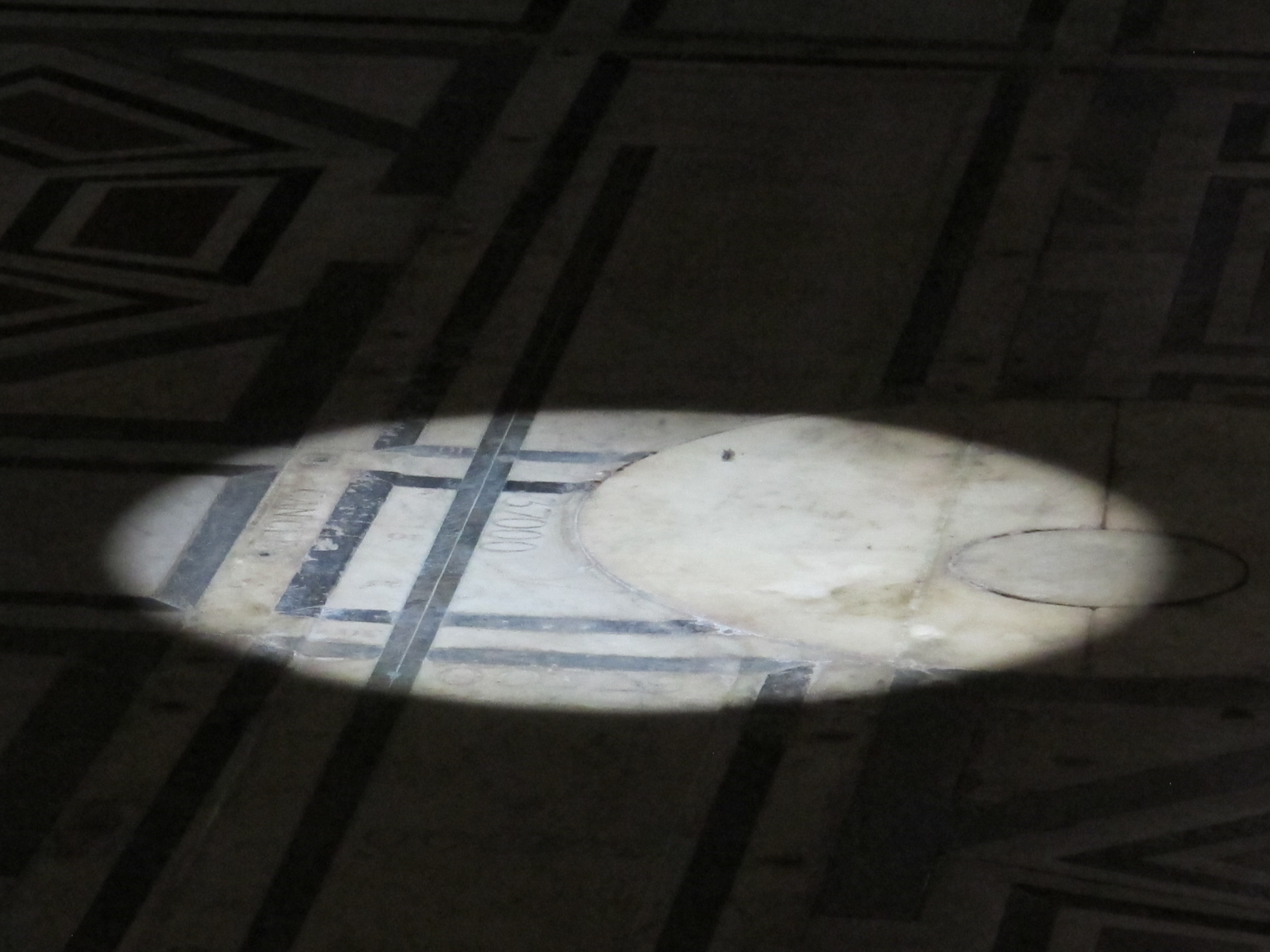
채광공을 통해 피렌체 대성당의 바닥에 투영된 태양의 모습. 카시니는 산 페트로니오 대성당에서 1년 동안 이와 비슷한 태양의 상을 관측하고 지구의 공전을 증명하고자 하였다.

카시니는 토스카나 출신의 야코포 카시니와 줄리아 크로베시 사이에서 태어났다. 1648년 부유한 아마추어 천문학자 코르넬리오 말바시아 후작이 운영하던 볼로냐 근처의 판차노 천문대에서 경력을 시작하였다. 이 곳에서 카시니는 조반니 바티스타 리치올리와 프란체스코 마리아 그리말디 밑에서 배웠다. 1650년 볼로냐 의회는 카시니를 볼로냐 대학교의 천문학 주임 교수로 임명했다.
볼로냐 대학교에 재직하는 동안 카시니는 1652년 혜성을 관측하고 논문을 작성하였다. 볼로냐 의회는 카시니를  수리 기술자로도 고용하였고, 1657년 교황 알렉산데르 7세에 의해 요새 검사관으로도 임명되었다. 이후 그는 교황령의 수로 관리 책임자가 되었다.
카시니는 볼로냐의 산페트로니오 대성당 관계자를 설득하여 성당의 규표를 실내로 옮기도록 하였다. 실내로 옮겨진 규표는 채광공을 통해 들어온 태양 빛이 카메라 옵스쿠라의 효과로 훨씬 더 큰 상을 바닥에 투영할 수 있었다. 카시니는 여기에 자오선을 표시하고 이를 1년 동안 지속적으로 관찰하여 편심이각을 측정하였고, 이를 바탕으로 클라우디오스 프톨레마이오스의 지구중심설보다 요하네스 케플러의 태양중심설에 따른 타원 궤도가 관찰 사실에 부합한다고 결론내렸다.
계속하여 볼로냐에서 근무하던 카시니는 1669년 콜베르가 파리 천문대로 초청하자 프랑스로 향했다.

### 프랑스 시기

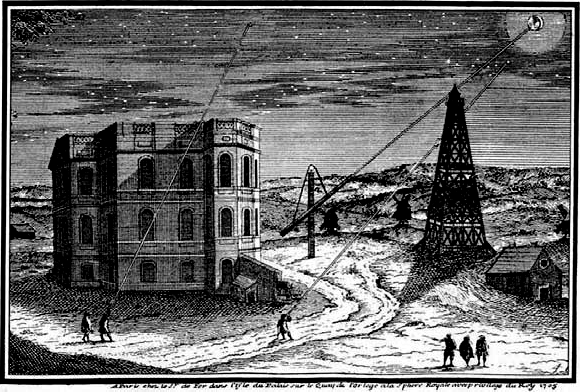
카시니가 재직할 당시의 파리 천문대를 묘사한 판화. 오른쪽 에 카시니가 공중 망원경을 설치하기 위해 옮겨 온 "마를린 탑"이 보인다. 마를린 탑은 원래 센강의 물을 베르사유궁으로 공급하기 위한 거대한 펌프인 마를린 기계의 일부였다.

카시니는 1665년에서 1667년 동안 목성과 화성의 자전 주기를 측정하여 명성을 높이고 있었다. 1669년 카시니가 프랑스의 초청에 응하자 교황은 마지못해 동의하였다. 프랑스로 이주한 카시니는 루이 14세의 지원으로 파리 천문대 설립에 참여하였고, 1671년에 문을 연 뒤 1712년 사망할 때까지 평생 동안 파리 천문대의 소장으로 재직하였다. 이 41년의 기간 동안 카시니는 점성술사 겸 천문학자로서 "태양왕"으로 불린 루이 14세를 섬겼다. 당시 유럽의 군주들은 저마다 왕실 점성술사를 두고 있었으며, 학문적으로도 점성술과 천문학은 아직 분리되지 않은 시기였다. 당대의 유명한 천문학자였던 튀코 브라헤나 요하네스 케플러 역시 동시에 유명한 점성술사이기도 하였다.:293-302 그러나 시대는 점차 과학적 방법에 대해 보다 높은 가치를 두는 방향으로 변하고 있었고, 루이 14세가 카시니에게 천문학자 못지 않게 점성술사의 역할을 기대하였던 것과 달리 카시니는 압도적으로 많은 시간을 천문학 연구에 투여하였다. 카시니는 철저하게 프랑스를 새로운 조국으로 여겼고 그 결과 이름마저 프랑스식인 장도미니크로 불렸다. 프랑스 왕실 역시 그를 인정하여 카시니 가문은 귀족이 되었다. 그의 이름을 이어 받은 증손자 장도미니크 카시니 백작 역시 천문학자이다.
파리 천문대 소장으로 일한지 2년이 지날 무렵인 1673년 7월 14일 카시니는 정식으로 프랑스 시민권을 얻었다. 1674년 클레르몽 중장의 딸 제네비에브 드 라스트르와 결혼하였고 둘 사이에 두 아들을 두었다. 둘째 아들 자크 카시니는 아버지의 뒤를 이어 천문학과 지질학을 연구하는 학자과 되었다. 40년이 넘는 시간 동안 천문대 소장으로 재직하던 카시니는 1711년 시력을 잃었고 1712년 9월 14일 파리에서 87세의 나이로 사망했다.

## 천문학 업적

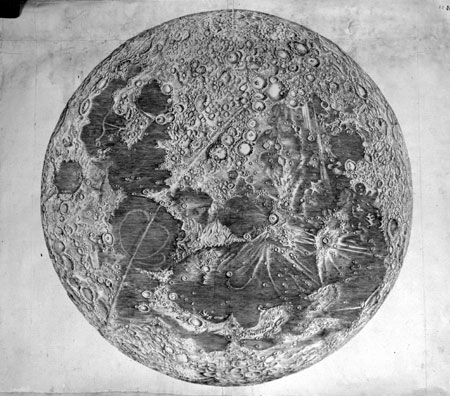
카시니의 달 지도

### 점성술
카시니 시기 천문학자의 주요 관측대상은 여전히 황도 12궁과 태양계의 행성이었다. 이들의 움직임은 점성술에서도 중요하게 다루어졌기 때문이다. 서양의 점성술은 고대 그리스 이후로 그 인물이 태어난 때의 별자리와 행성의 위치가 운명을 결정한다고 믿었고:123-147 건강 마저 별들과 관련이 있다는 의학점성술이 유행하였다.:225-227 카시니 역시 천문학 경력을 점성술로 시작하였다. 그가 처음 일하였던 판차노 천문대 역시 행성의 운행을 관측하여 점성술적 예언을 하는 것이 주된 목적이었다.
그러나 한편으로는 과학적 방법이 빠르게 발달하고 있었고 점성술을 위해서라도 보다 면밀한 관찰과 꼼꼼한 기록의 필요가 대두되었다. 카시니 역시 점성술을 위해 천체력을 작성하며 당시 발전하던 천문학적 방법과 도구들을 사용하였고 점차 천문학적 발견 자체에 주목하게 된다. 카시니는 만년에 이르러 점성술 자체를 거의 부정하면서 과학 혁명에 깊이 관여하였다.

### 천문 관찰
카시니는 화성 표면에 무늬가 있다는 것을 관찰하고 발표하였다. 그 보다 이전에 크리스티안 하위헌스 역시 이 사실을 이미 알고 있었으나 하위헌스는 이를 공표하지는 않았다. 훗날 화성의 운하로 오해를 일으킨 이 무늬는 화성의 자전을 측정하는 기준이 되었고, 카시니는 목성 역시 대적점 등을 이용하여 자전을 측정하였다. 카시니는 로버트 훅과 함께 목성 대적점의 공통 발견자로 인정된다. 가스로 이루어진 목성형 행성의 대표라 할 수 있는 목성은 지구형 행성과 달리 차등회전을 한다. 카시니는 목성의 차등 회전 역시 최초로 관측하였다.
카시니는 1671년과 1672년에 이아페투스와 레아, 1684년에 테티스와 디오네 등 토성의 위성 4개를 발견했다. 카시니는 자신이 모시는 주군인 루이 14세에게 이 발견을 헌정하며 "루이의 별들"이라고 불렀다. 카시니는 이아페투스의 밝기가 비정상적으로 변하는 것을 보고 한 쪽 표면에 어두운 물질이 있기 때문이라고 추정하였는데 이는 훗날 정확한 사실로 확인되었다. 이아페투스의 어두운 지역은 오늘날 카시니의 이름을 따 "카시니 구역"으로 불린다. 카시니는 토성 관찰을 계속하여 1675년 토성의 고리에서 카시니 간극을 발견했다.
1672년 파리 천문대 소속의 장 리셰르가 프랑스령 기아나의 수도 카옌으로 파견되었다. 리셰르는 카시니와 약속한 같은 시간에 화성을 관찰하고 시차를 확인하였다. 파리와 카옌은 이미 두 지점 사이의 거리가 알려져 있으므로 이를 이용하면 삼각측량법을 사용하여 화성까지의 거리를 측정할 수 있다. 카시니가 파리-카옌의 거리 9,700 km를 기선으로 삼아 계산한 지구 근접시의 화성까지의 거리는 6400만 km 이었다. 당시 이미 케플러의 행성운동법칙에 따라 행성들의 상대적인 공전 궤도가 알려져 있었으므로, 이를 대입하면 그때까지 알려진 모든 행성들의 공전 궤도를 계산할 수 있었다. 이를 통해 카시니가 계산한 지구에서 태양까지의 거리, 즉 천문단위는 1억 4천만 km로 오늘날 국제천문연맹이 권장하는 149,597,870,700 m(약 1억 5천만) km에 비하여도 그리 차이나지 않는 결과이다. 캐플러의 행성 운동 법칙은 목성과 토성의 상대적 위치도 이미 계산해 두었으므로 이로서 천문학은 태양계 전체의 크기에 대한 윤곽을 그릴 수 있게 되었다.
1679년 카시니는 그 동안의 관찰을 토대로 최초의 달 지도를 발간하였다. 카시니는 이 지도를 제작하면서 남부 하단 구석에  달의 여신으로 묘사한 자신의 아내 라스트르의 초상을 끼워넣었다.
영국 철학자 존 로크는 1677년 파리 천문대에서 카시니와 함께 망원경을 본 일을 기록하였다.
"천문대에서 우리는 22피트 망원경으로 달을 보았고, 같은 망원경으로 목성과 그 위성들을 보았다. 가장 먼 위성은 동쪽에 있었고 나머지 세 개는 서쪽에 있었다. 우리는 또한 12피트 망원경으로 토성과 그 고리, 그리고 그 위성 중 하나를 보았다."

## 시간과 지도

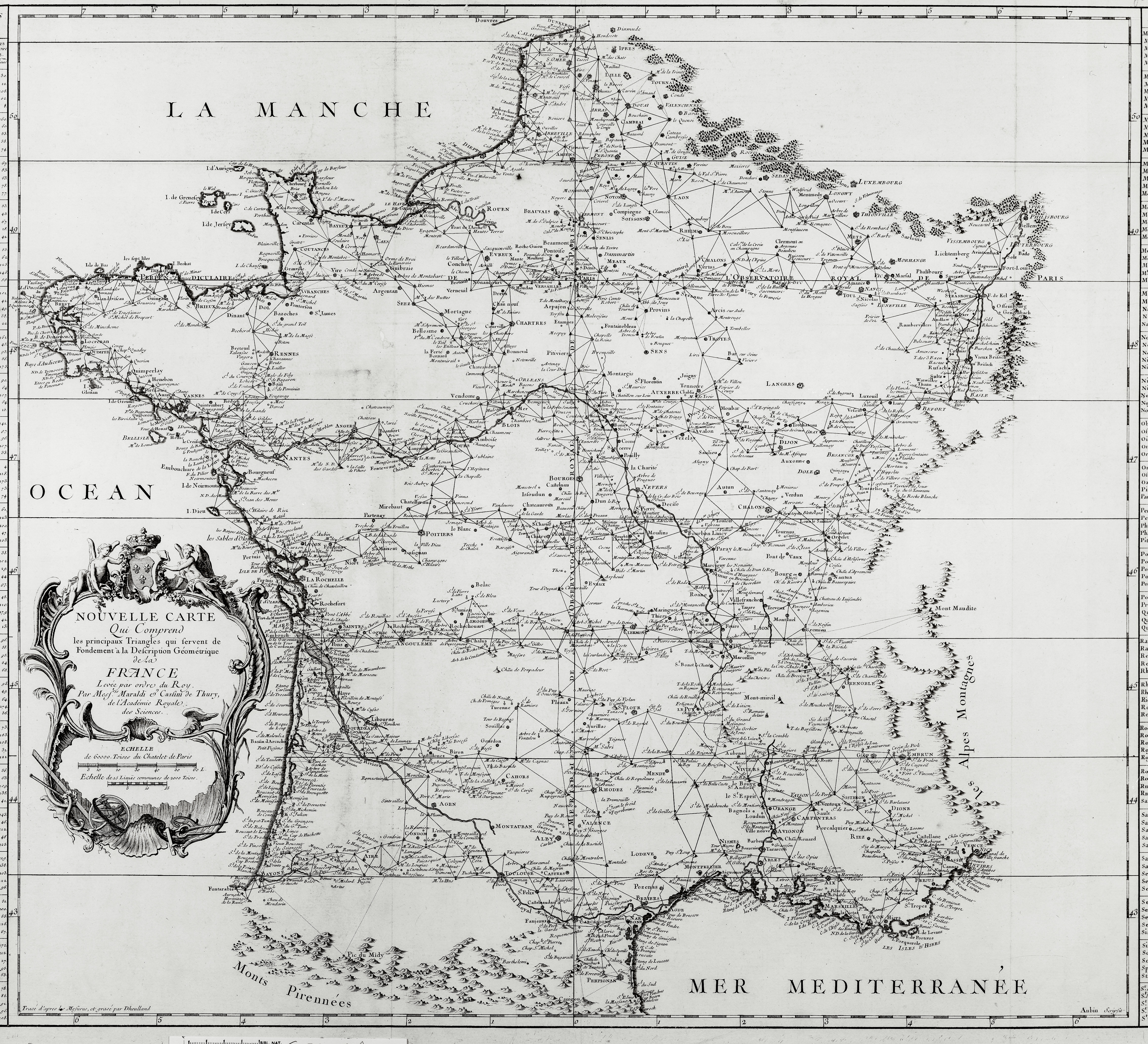
1744년 카시니가 제작한 프랑스 지도

해시계는 고대 이후 여전히 시간 측정의 기준이었다. 정확한 남북 방향, 즉 자오선에 맞추어 놓인 규표는 표준 시각의 설정에 중요한 시설이다. 규표를 이용해 태양의 겉보기 운동과 편심이각을 측정한 카시니는 1653년 보다 크고 정확한 자오선의 설치를 계획하였지만 실행에 옮기지는 못하였다. 그러나 카시니의 정확한 계산은 그에게 큰 명성을 안겨주었다.
해시계는 지구의 자전 주기에 따라 정확히 작동하지만 날이 흐리거나 밤이 되면 사용할 수 없다는 치명적인 단점이 있다. 천문학자들은 해가 없는 밤하늘에도 이미 시간을 알 수 있는 방법이 있다는 것을 알고 있엇다. 지구의 자전에 따라 별들도 회전하는 겉보기 운동을 하기 때문이다. 그러나 별자리는 계절에 따라 바뀌고 관측 지점의 대략적 시간만을 알 수 있기 때문에 표준 시간으로서는 부적절하다. 갈릴레오 갈릴레이는 목성의 네 위성을 발견한 뒤 이들이 일정한 주기로 목성을 공전하고 있기 때문에 이를 정밀한 시계로 사용할 수 있다는 점을 알아냈다. 목성의 위성이 항상 같은 주기로 목성 뒤로 가려졌다가 다시 나오는 식현상을 보이기 때문이다. 지구상 어디에 있더라도 목성을 관측했을 때 보이는 식현상은 동일하기 때문에 이를 표로 만들면 동일한 시간임을 확인할 수 있다.:45-50
카시니는 볼로냐 대학교 재직시절인 1668년 이미 목성 위성의 위치표를 제작한 바 있다.:50 정확한 시간을 확인할 수 있다는 것은 정확한 경도를 측정할 수 있다는 것과 같은 의미를 지닌다. 지구는 하루에 한 바퀴 즉 360 ° 회전하기 때문에, 지구상의 특정 지점을 지나는 자오선을 본초 자오선으로 삼고 정확히 같은 시간에 관측지점에서 보이는 천체의 방위각을 비교하면 본초자오선을 기준으로한 시간차가 곧 경도를 의미하기 때문이다. 한편 위도는 태양의 고도 측정으로 손쉽게 구할 수 있다. 카시니는 이를 이용하여 프랑스 중요 지역의 위도와 경도를 확정하고 지도를 제작할 수 있었다.:51-53 두 지점 이상의 위치가 정확히 정해지면 나머지 구역은 이를 바탕으로 한 삼각측량법을 이용하여 지도를 제작할 수 있다. 카시니 이후 계속하여 천문학자를 배출한 카시니 가문은 이후로도 더욱 정밀하게 보완하며 지도 제작을 계속하였다. 파리 천문대의 소장이었던 카시니는 당연히 파리 천문대를 지나는 파리 자오선을 본초 자오선으로 삼았고 그가 제작한 지도의 중앙을 지난다.
정확한 측량이 없던 당시 유럽의 각국은 자신의 영토를 과장하고 이웃의 영토는 축소된 방식의 지도들을 만들어 왔다. 카시니가 정밀 측량을 도입하여 지도를 제작하자 프랑스 영토의 모습은 점차 줄어들게 되었다. 이를 본 루이 14세는 적군보다 자국의 천문학자들이 자신의 영토를 더 크게 줄여 놓았다는 농담을 하였다.:51-53

## 공학
카시니가 볼로냐 대학교에 재직하던 시절 교황 클레멘스 9세는 요새와 하천의 관리를 위해 그를 고용하였다. 카시니는 포강의 홍수 예방을 위한 방안을 논문으로 제출하였고 이를 마음에 들어한 클레멘스 9세는 카시니에게 사제직을 제안하며 그를 종신 고용하고자 하였으나 천문학 경력을 더 원하였던 카시니가 거절하였다.

## 저서
- 《Specimen observationum Bononiensium》 (라틴어). Bologna: eredi Evangelista Dozza (1.). 1656.
- 《Martis circa axem proprium revolubilis observationes Bononiae habitae》 (라틴어). Bologna: eredi Evangelista Dozza (1.). 1666.
- 《Spina celeste meteora osservata in Bologna il mese di marzo 1668》 (이탈리아어). Bologna: Emilio Maria Manolessi & fratelli. 1668.
- 《Observations astronomiques faites en divers endroits du royaume, pendant l'année 1672》 (프랑스어).
- 《Abregé des observations et des reflections sur la comete qui a paru au mois de Decembre 1680, et aux mois de Ianvier, Fevrier et Mars de cette annee 1681》 (프랑스어). Paris: Estienne Michallet. 1681.
- Cassini, Giovanni Domenico (1682). 《Raccolta di varie scritture, e notitie concernenti l'interesse della remotione del Reno dalle Valli fatta in Bologna l'anno 1682》. (In Bologna): [s.n.]
- 《Elemens de l'astronomie》 (프랑스어). Paris: Imprimerie Royale. 1684.
- 《Meridiana del tempio di S. Petronio tirata e preparata per le osservazioni astronomiche l'anno 1655》 (이탈리아어). Bologna: eredi Vittorio Benacci. 1695.
- 《Description et usage du planisphere céleste》 (프랑스어).
- Cassini's works digitalized and available on the digital library of Paris Observatory

## 같이 보기
- 카시니의 난형선
- 카시니-하위헌스
- 장도미니크 카시니 (1748년)

## 참고 자료
- Dominique, comte de Cassini, Giovanni Dominico Cassini biography 보관됨 2018-04-27 - 웨이백 머신
- Barkin, Iu. V. (1978). “On Cassini's laws”. 《Astronomicheskii Zhurnal》 55: 113–122. Bibcode:1978SvA....22...64B.
- Connor, Elizabeth (1947). “The Cassini Family and the Paris Observatory”. 《Astronomical Society of the Pacific Leaflets》 5 (218): 146–153. Bibcode:1947ASPL....5..146C.
- Cassini, Anna, Gio. Domenico Cassini. Uno scienziato del Seicento, Comune di Perinaldo, 1994. (Italian)
- Cuesta, JAF, Cassini y el origen de la astronomía experimental, in La cosmovisión de los grandes creadores de la ciencia moderna: convicciones éticas, políticas, filosóficas o religiosas de los protagonistas de la renovación del saber en los siglos XVI y XVII / coord. por Juan Arana Cañedo-Argüelles, 2023. (Spanish)
- Giordano Berti (a cura di), G.D. Cassini e le origini dell'astronomia moderna, catalogo della mostra svoltasi a Perinaldo -Im-, Palazzo Comunale, 31 agosto – 2 novembre 1997. (Italian)
- Giordano Berti e Giovanni Paltrinieri (a cura di), Gian Domenico Cassini. La Meridiana del Tempio di S. Petronio in Bologna, Arnaldo Forni Editore, S. Giovanni in Persiceto, 2000. (Italian)
- De Ferrari, Augusto (1978). “Cassini, Giovan Domenico”. 《Dizionario Biografico degli Italiani》 (이탈리아어). Enciclopedia Italiana. 2016년 12월 2일에 확인함.
- Narayanan, Anil, History of Indian Astronomy: The Siamese Manuscript, Lulu Publishing, 2019.